# كريستيان فليتشير
كريستيان فليتشير (بالإنجليزية: Kristian Fletcher)‏ هو لاعب كرة قدم أمريكي في مركز الهجوم، ولد في 16 أكتوبر 2004.

## وصلات خارجية
- كريستيان فليتشير على موقع الدوري الأمريكي (الإنجليزية)
- كريستيان فليتشير على موقع قاعدة بيانات كرة القدم.إي يو (الإنجليزية)
- كريستيان فليتشير على موقع Soccerway.com (الإنجليزية)